# 星田宏司
星田 宏司（ほしだ ひろし、1942年 - ）は、日本のコーヒー研究家。

## 来歴・人物
東京生まれ。早稲田中学校・高等学校卒、成蹊大学卒業（社会学専攻）。
現在、（株）いなほ書房代表。季刊雑誌「珈琲と文化」編集長。コーヒーの歴史と文化をテーマに、文献収集・執筆を中心に活動。元金沢大学講師、日本コーヒー文化学会常任理事（出版編集委員長）を務める。

## 著書
- 『日本最初の珈琲店 『可否茶館』の歴史』 (珈琲文化研究選書)いなほ書房 1988　2008年新版
- 『黎明期における日本珈琲店史』いなほ書房 2003

### 共著
- 『珈琲、味をみがく』鎌田幸雄,伊藤博, 柄沢和雄共著 (日曜日の遊び方) 雄鶏社 1989
- 『コーヒー学講義』広瀬幸雄共著 人間の科学新社 2001
- 『コーヒー学入門』広瀬幸雄, 圓尾修三共著 人間の科学新社 2007
- 『コーヒー・ビギナーズ・ブック』広瀬幸雄, 柄沢照久共著. 人間の科学新社 2008
- 『「銀ブラ」の語源を正す カフェーパウリスタと「銀ブラ」』岡本秀徳共著 いなほ書房 2014
- 『ジョルジュ・サンド翻訳書・書影目録』編. いなほ書房 2015